# پست (تگزاس)
پست، تگزاس(به انگلیسی: Post, Texas) شهری در ایالت تگزاس از ایالات جنوبی ایالات متحده آمریکا است. در سرشماری سال ۲۰۰۰، جمعیت این شهر ۳۷۰۸ نفر اعلام شد.

## نگارخانه

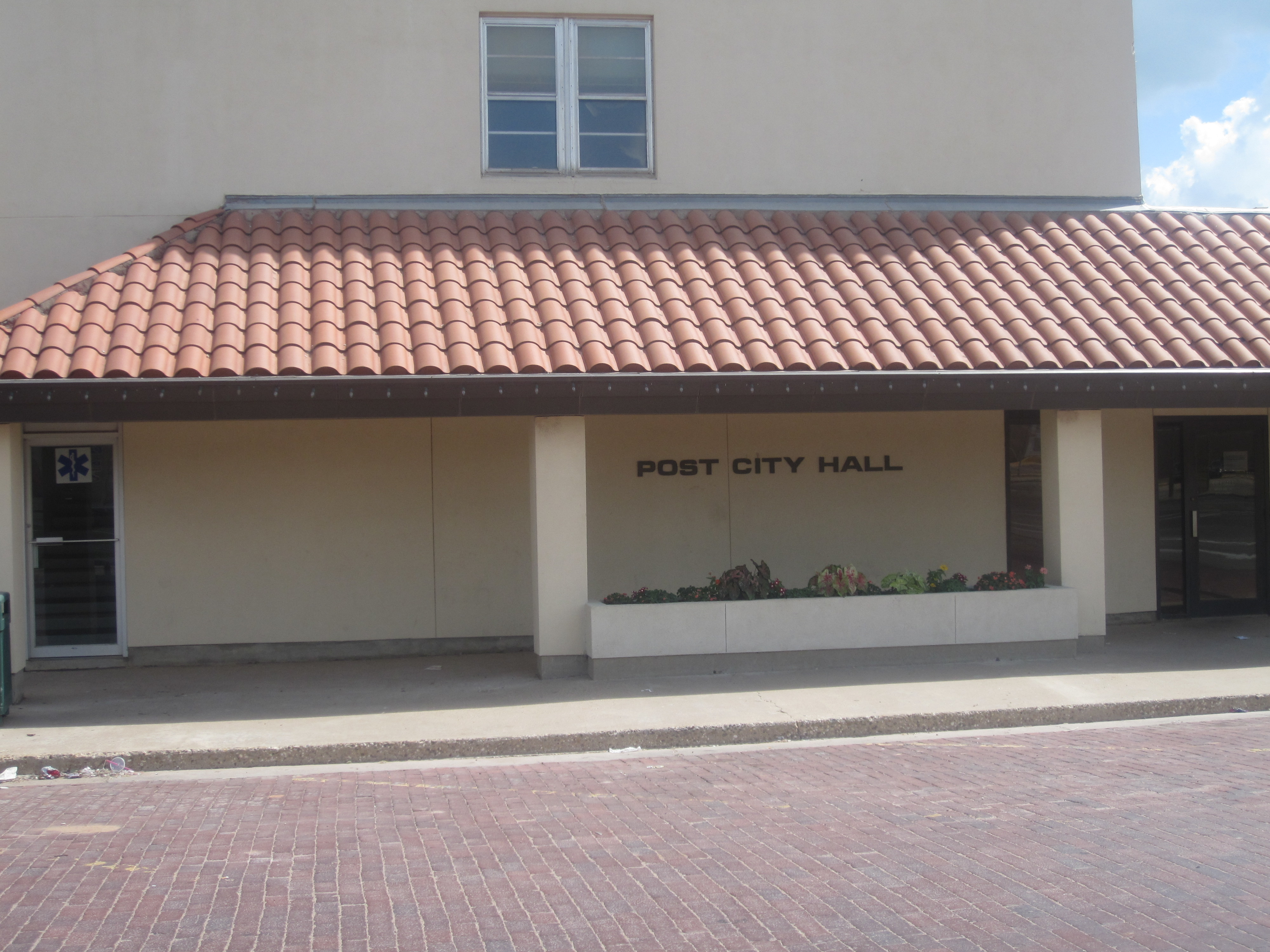
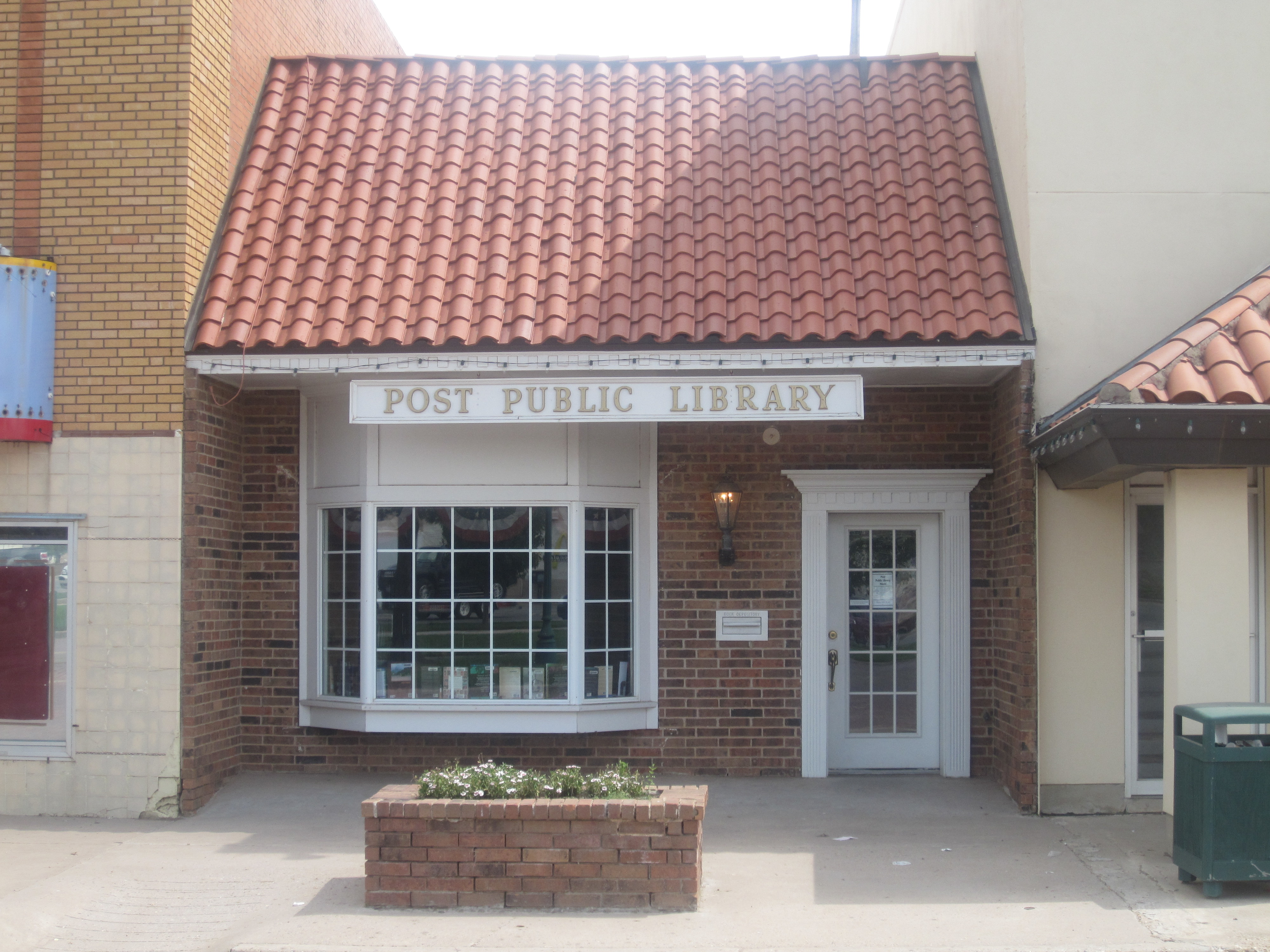
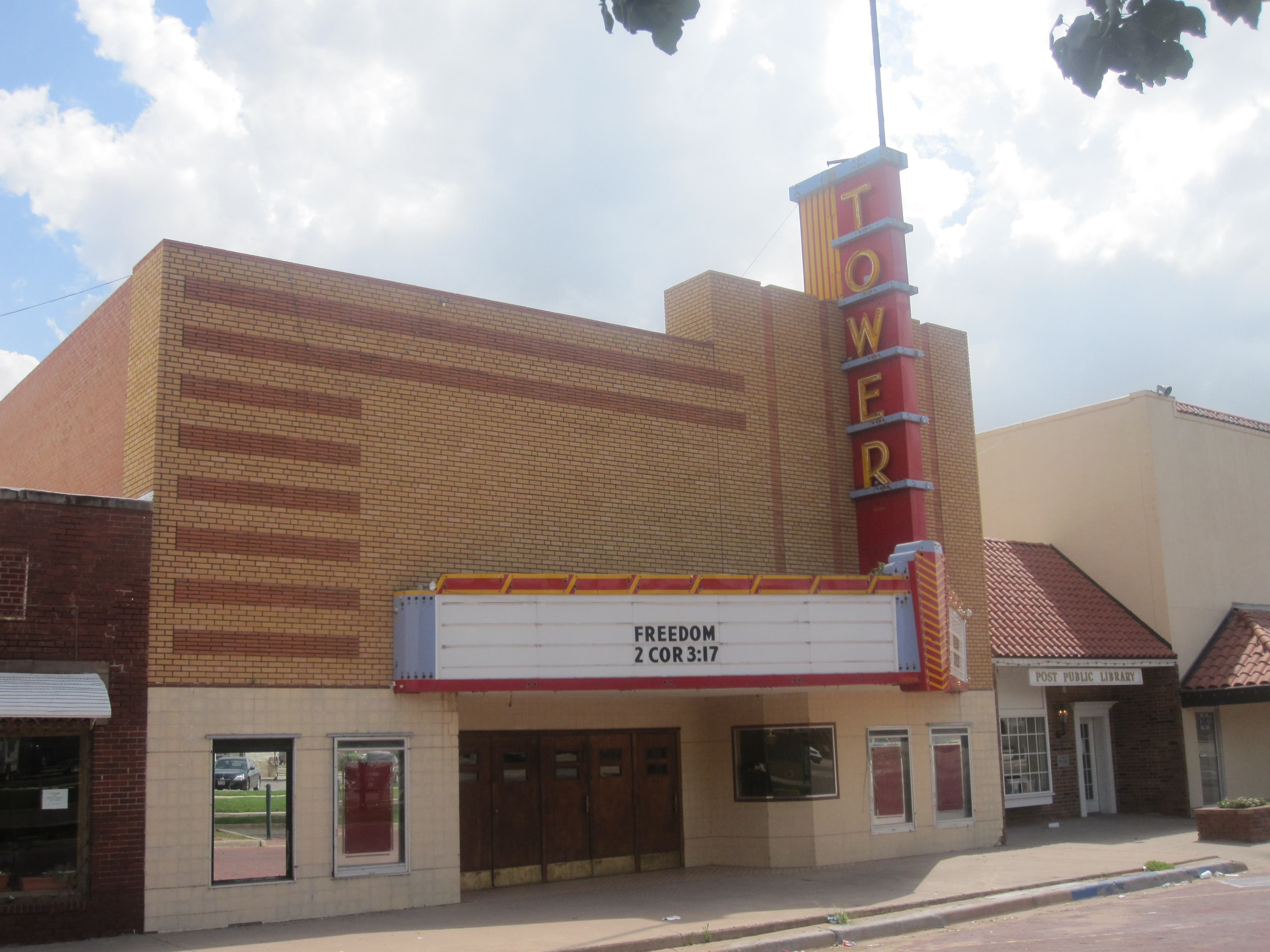
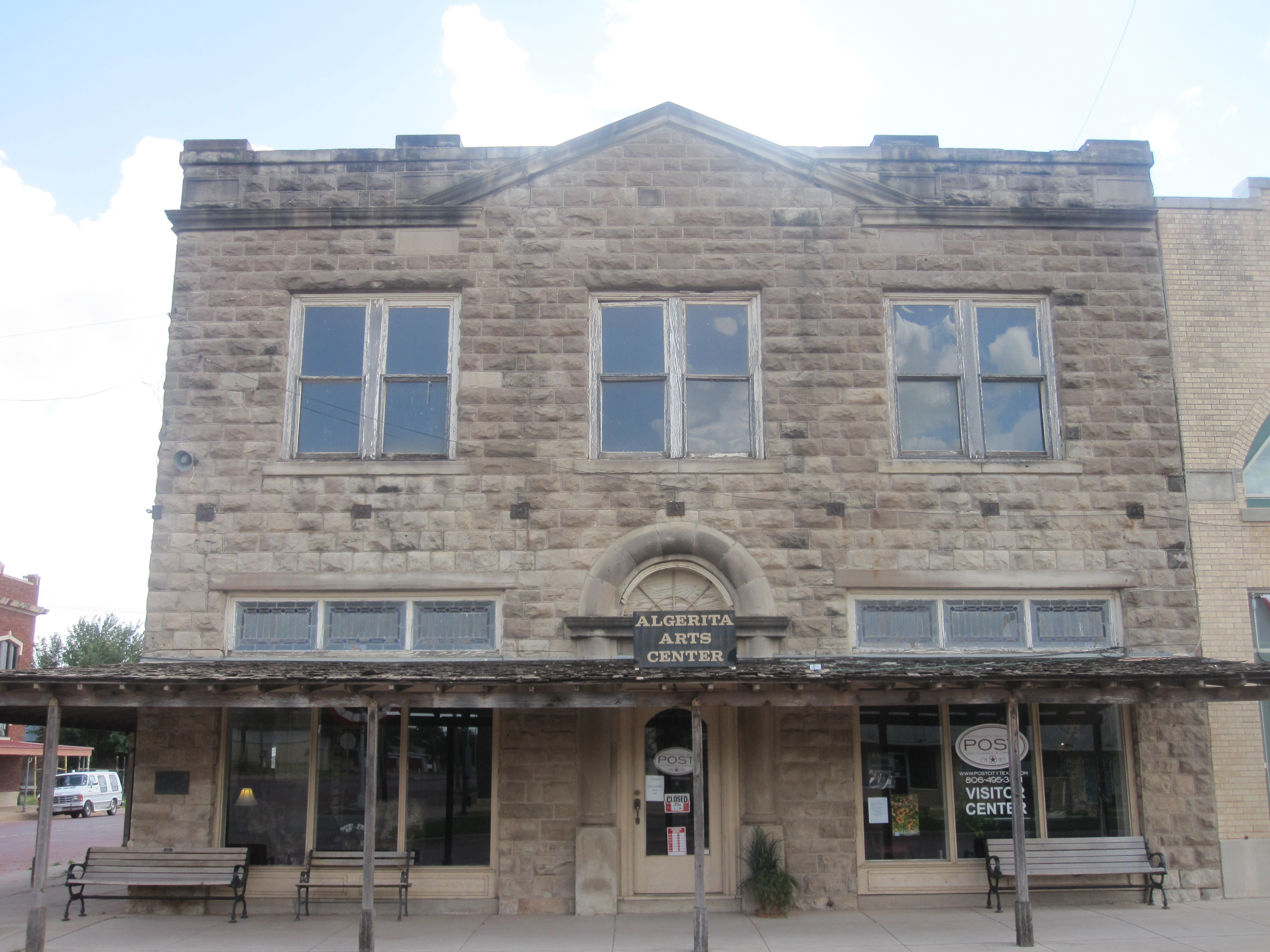
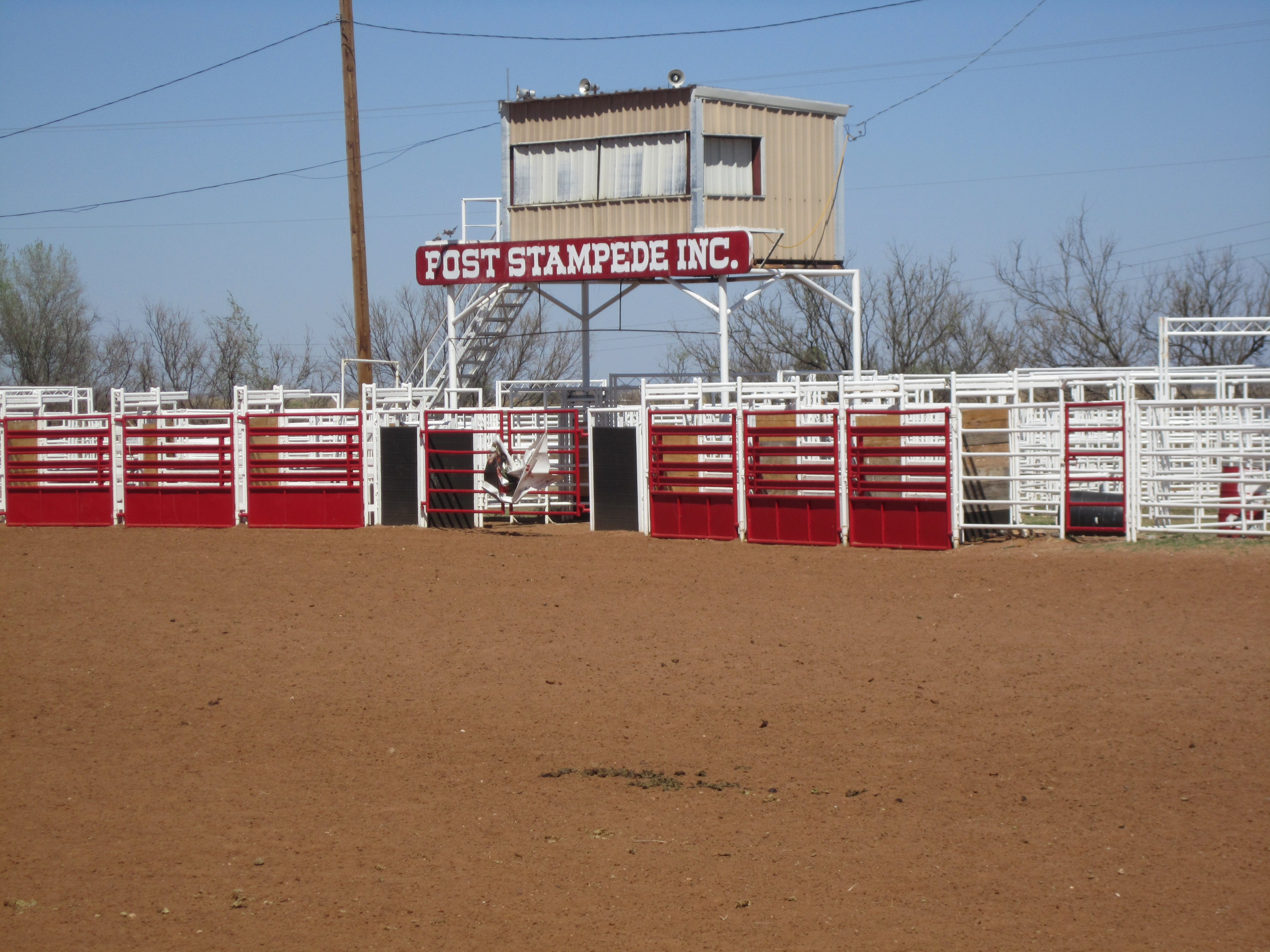
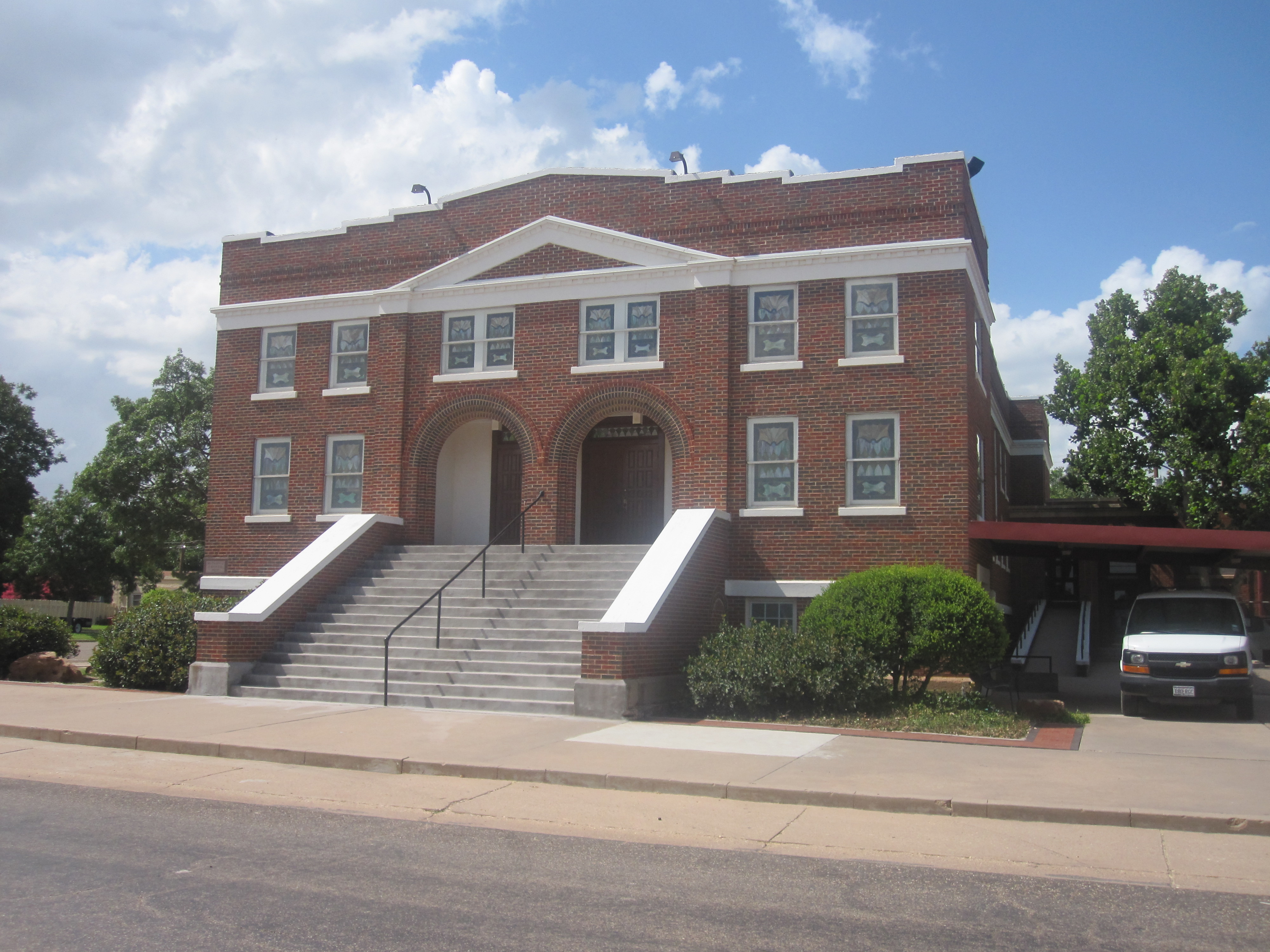
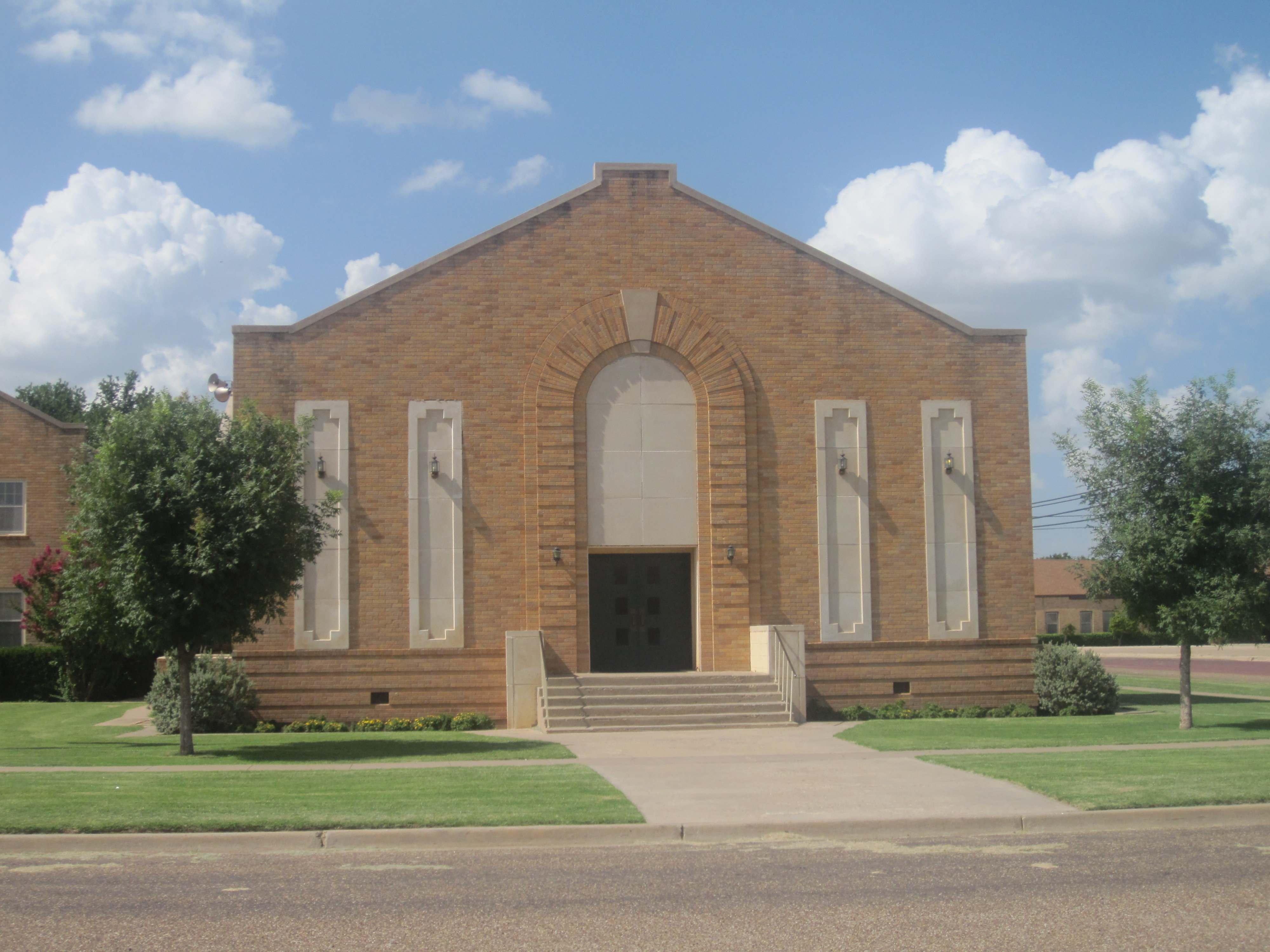
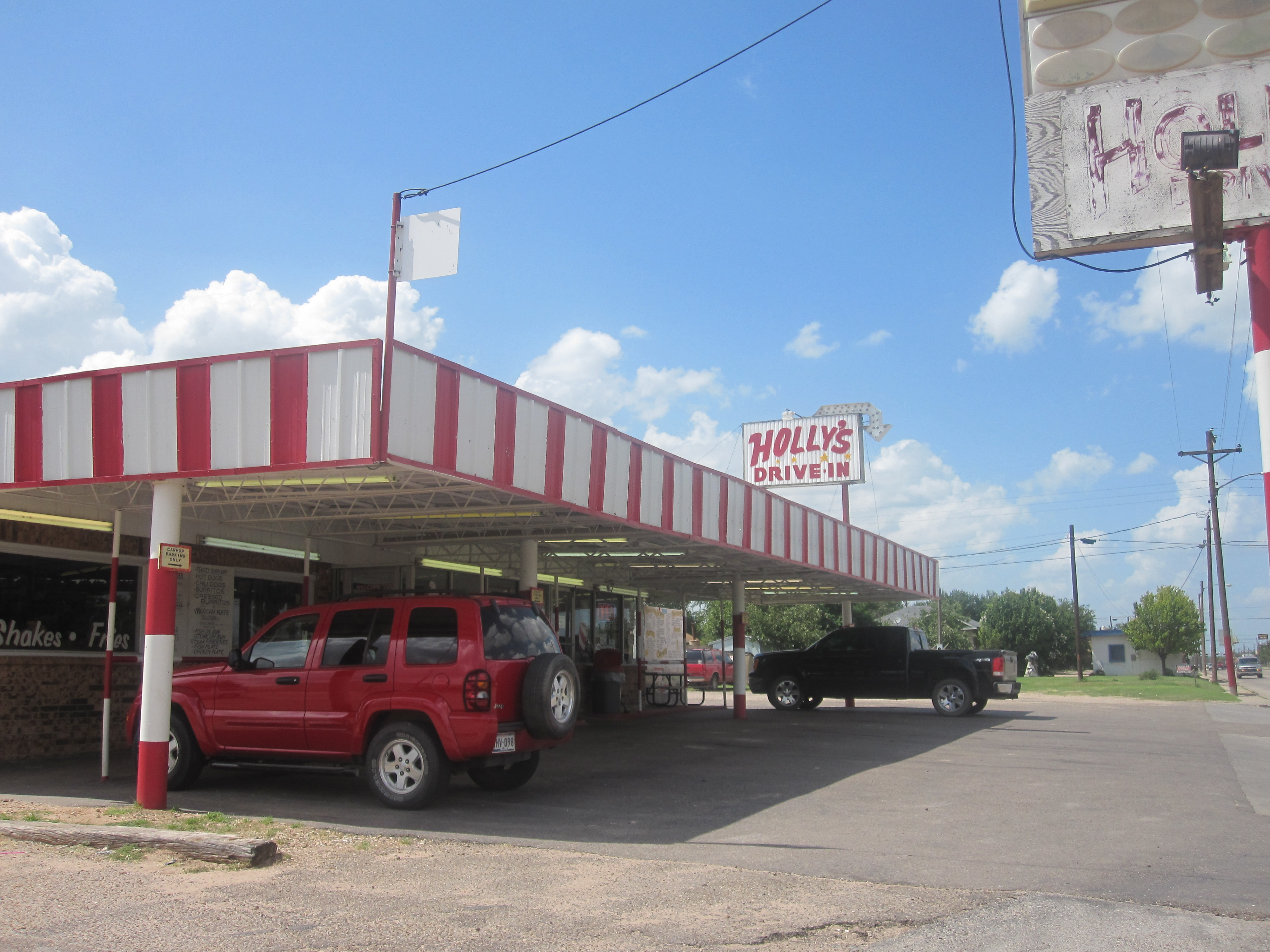
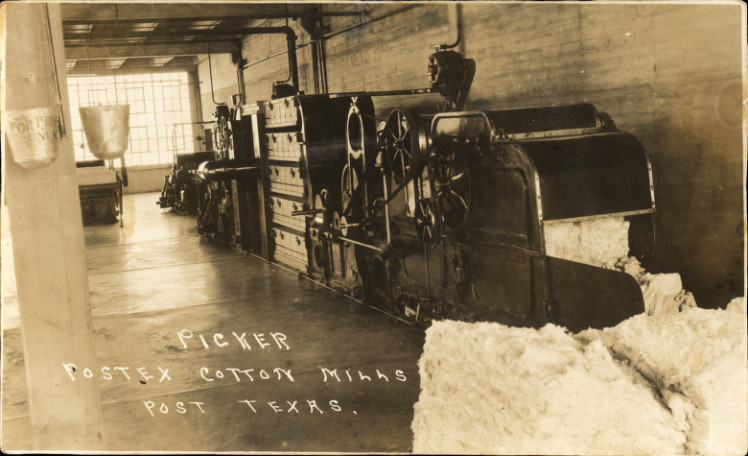